# Sto příběhů, které formovaly svět
Sto příběhů, které formovaly svět byla anketa BBC vyhlášená v roce 2018. Cílem bylo najmenovat sto nejdůležitějších beletristických knih, dramat, příběhů ve verších nebo mýtů z celých lidských dějin. BBC oslovila za tím účelem spisovatele z celého světa. Dostala odpovědi od 108 autorů, akademiků, novinářů, kritiků a překladatelů ze 35 zemí. Každý z respondentů mohl hlasovat pro pět knih. Zvítězila Homérova Odysseia. Nejvíce knih v první stovce mají William Shakespeare, Virginia Woolfová a Franz Kafka, každý tři příběhy. Kafka je jediným autorem v první stovce s vazbami na Česko.

## Pořadí
1. Homér: Odysseia
2. Harriet Beecher Stoweová: Chaloupka strýčka Toma
3. Mary Shelleyová: Frankenstein
4. George Orwell: 1984
5. Chinua Achebe: Svět se rozpadá
6. Tisíc a jedna noc
7. Miguel de Cervantes y Saavedra: Důmyslný rytíř Don Quijote de la Mancha
8. William Shakespeare: Hamlet
9. Gabriel García Márquez: Sto roků samoty
10. Homér: Ilias
11. Toni Morrisonová: Milovaná
12. Dante Alighieri: Božská komedie
13. William Shakespeare: Romeo a Julie
14. Epos o Gilgamešovi
15. Joanne Rowlingová: Harry Potter
16. Margaret Atwoodová: Příběh služebnice
17. James Joyce: Odysseus
18. George Orwell: Farma zvířat
19. Charlotte Brontëová: Jana Eyrová
20. Gustave Flaubert: Paní Bovaryová
21. Luo Kuan-čung: Příběhy Tří říší
22. Wu Čcheng-en: Putování na západ
23. Fjodor Michajlovič Dostojevskij: Zločin a trest
24. Jane Austenová: Pýcha a předsudek
25. Š’ Naj-an: Příběhy od jezerního břehu
26. Lev Nikolajevič Tolstoj: Vojna a mír
27. Harper Leeová: Jako zabít ptáčka
28. Jean Rhysová: Širé Sargasové moře
29. Ezop: Bajky
30. Voltaire: Candide
31. Eurípidés: Médeia
32. Mahábhárata
33. William Shakespeare: Král Lear
34. Murasaki Šikibu: Příběh prince Gendžiho
35. Johann Wolfgang von Goethe: Utrpení mladého Werthera
36. Franz Kafka: Proces
37. Marcel Proust: Hledání ztraceného času
38. Emily Brontëová: Na Větrné hůrce
39. Ralph Ellison: Neviditelný
40. Herman Melville: Bílá velryba
41. Zora Neale Hurstonová: Their Eyes Were Watching God
42. Virginia Woolfová: K majáku
43. Lu Sün: Pravdivý příběh A Q
44. Lewis Carroll: Alenka v říši divů
45. Lev Nikolajevič Tolstoj: Anna Kareninová
46. Joseph Conrad: Srdce temnoty
47. Helen Garnerová: Monkey Grip
48. Virginia Woolfová: Paní Dallowayová
49. Sofoklés: Král Oidipus
50. Franz Kafka: Proměna
51. Aischylos: Oresteia
52. Popelka
53. Allen Ginsberg: Kvílení a jiné básně
54. Victor Hugo: Bídníci
55. George Eliot: Middlemarch
56. Juan Rulfo: Pedro Páramo
57. Motýlí milenci (čínská legenda)
58. Geoffrey Chaucer: Canterburské povídky
59. Pančatantra
60. Joaquim Maria Machado de Assis: Posmrtné paměti Bráse Cubase
61. Muriel Sparková: The Prime of Miss Jean Brodie
62. Robert Tressell: The Ragged-Trousered Philanthropists
63. Okot p'Bitek: Song of Lawino
64. Doris Lessingová: The Golden Notebook
65. Salman Rushdie: Děti půlnoci
66. Tsitsi Dangarembga: Nervous Conditions
67. Antoine de Saint-Exupéry: Malý princ
68. Michail Bulgakov: Mistr a Markétka
69. Rámájana
70. Sofoklés: Antigona
71. Bram Stoker: Drákula
72. Ursula K. Le Guinová: Levá ruka tmy
73. Charles Dickens: Vánoční koleda
74. Raúl Otero Reiche: América
75. Franz Kafka: Před zákonem
76. Nagíb Mahfúz: Děti z Gebeláví
77. Francesco Petrarca: Zpěvník
78. Kebra Nagast
79. Louisa May Alcottová: Malé ženy
80. Publius Ovidius Naso: Proměny
81. Derek Walcott: Omeros
82. Alexandr Solženicyn: Jeden den Ivana Děnisoviče
83. Virginia Woolfová: Orlando
84. Duhový had
85. Richard Yates: Revolutionary Road
86. Daniel Defoe: Robinson Crusoe
87. Walt Whitman: Zpěv o mně
88. Mark Twain: Dobrodružství Huckleberryho Finna
89. Mark Twain: Dobrodružství Toma Sawyera
90. Jorge Luis Borges: Alef
91. Výmluvný rolník (staroegyptská legenda)
92. Hans Christian Andersen: Císařovy nové šaty
93. Upton Sinclair: Džungle
94. Abú Nuwás: The Khamriyyat
95. Joseph Roth: Pochod Radeckého
96. Edgar Allan Poe: Havran
97. Salman Rushdie: Satanské verše
98. Donna Tarttová: Tajná historie
99. Ezra Jack Keats: The Snowy Day
100. Saadat Hasan Manto: Toba Tek Singh